# Rahmenbeschluss
Ein Rahmenbeschluss war ein Beschluss des Rates der Europäischen Union, der im Rahmen der 3. Säule (Polizeiliche und justizielle Zusammenarbeit in Strafsachen) auf Grundlage der Artikel 29 bis 42 des EU-Vertrages in der Fassung vor dem Inkrafttreten des Vertrags von Lissabon am 1. Dezember 2009 gefasst wurde. Die bereits beschlossenen Rahmenbeschlüsse gelten als solche weiter, bis sie nach Maßgabe der Verträge in der durch den Vertrag von Lissabon geänderten Fassung abgeändert werden.
Rahmenbeschlüsse dienten bzw. dienen dazu, die Rechts- und Verwaltungsvorschriften der EU-Mitgliedstaaten aneinander anzugleichen. Sie entsprachen damit den Richtlinien im Rahmen der 1. Säule (Europäische Gemeinschaften). Sie sind deshalb für die Mitgliedstaaten hinsichtlich des zu erreichenden Ziels verbindlich; sie setzen einen Rahmen. Es ist den Mitgliedstaaten jedoch freigestellt, wie und in welcher Form sie das Ziel eines Rahmenbeschlusses erreichen wollen. Im Gegensatz zu „normalen“ Beschlüssen sind Rahmenbeschlüsse nicht unmittelbar wirksam.
Der Rahmenbeschluss wurde ohne Zustimmung des Europäischen Parlaments erlassen. Der Rat musste das Parlament zwar vor der Beschlussfassung anhören, er war an die Stellungnahme des Parlaments jedoch nicht gebunden. Die Entscheidung im Rat hatte einstimmig zu erfolgen. Seit dem Vertrag von Lissabon werden die Angelegenheiten der polizeilichen und justiziellen Zusammenarbeit in Strafsachen jedoch im ordentlichen Gesetzgebungsverfahren mit voller Beteiligung des Europäischen Parlaments erlassen.
Über die Rechtmäßigkeit, die Wirksamkeit und die Auslegung von Rahmenbeschlüssen entscheidet der Europäische Gerichtshof. Klagebefugt sind nur die Europäische Kommission und die einzelnen EU-Mitgliedstaaten, nicht jedoch das Europäische Parlament.

## Beispiele
Der Europäische Haftbefehl wurde durch einen Rahmenbeschluss erschaffen.
Ursprünglich wollte der Rat auch die umstrittene Vorratsdatenspeicherung von Telekommunikationsdaten per Rahmenbeschluss einführen. Das Europäische Parlament äußerte jedoch starke Bedenken an der Rechtmäßigkeit eines solchen Rahmenbeschlusses und forderte die parlamentarische Mitbestimmung ein. Nachdem sich die Kommission der Auffassung des Parlaments angeschlossen hatte, gab der Rat sein Vorhaben auf. Die Vorratsdatenspeicherung wurde dann durch eine Richtlinie eingeführt. Die Wahl dieses Instruments ist durch den Europäischen Gerichtshof, nach Anrufung durch Irland, in der Rechtssache C-301/06 bestätigt worden.